# Mitsubishi Q2M
Mitsubishi Q2M Taiyo – niezrealizowany projekt japońskiego samolotu patrolowego do zwalczania okrętów podwodnych (ZOP) z okresu II wojny światowej.

## Historia
Prace nad samolotem rozpoczęto w końcowym okresie wojny, samolot był wersją rozwojową bombowca Mitsubishi Ki-67. Według krótkiego systemu oznaczeń Japońskiej Marynarki Wojennej, „Q” oznacza samolot patrolowy (ZOP), „2” - drugi samolot tego typu (po Kyūshū Q1W), a „M” to oznaczenie producenta (Mitsubishi), nazwa „Taiyo” oznacza dosłownie „ocean”.
Zachowane plany samolotu wskazują na to, że aby mógł przenosić ówczesny ekwipunek radarowy o znacznych rozmiarach, potrzebne było przeniesienie wieżyczki grzbietowej bliżej ogona samolotu, powiększono rozpiętość skrzydeł i powierzchnie sterowe samolotu. Biorąc pod uwagę znaczną masę radarów i detektora anomalii magnetycznych, osiągi samolotu byłyby zapewne gorsze od osiągów Ki-67.
Napęd samolotu miały stanowić dwa silniki Mitsubishi Kasei o mocy 1850 KM każdy
Powstały tylko ogólne plany samolotu.